# Dominic Grazioli
Dominic P. Grazioli, né le 4 février 1964 à Myrtle Beach, en Caroline du Sud (États-Unis), est un tireur sportif américain, spécialiste de l'épreuve du trap (ou fosse olympique).

## Palmarès
Grazioli remporte un total de 10 médailles (4 en or, 2 en argent et 4 en bronze) en épreuve masculine de trap de la Coupe du monde de l'ISSF,. Il décroche également une médaille d'argent aux Championnats des Amériques à Buenos Aires, en Argentine, et termine à la 4e place aux Championnats du monde de 1997 à Tampere, en Finlande.
Grazioli se qualifie pour l'épreuve masculine de trap des Jeux olympiques d'été de 2008 à Pékin en arrivant à la 2e place de l'épreuve de tir de l'équipe olympique américaine à Kerrville,, au Texas. Lors de l'épreuve olympique, il atteint un score de 113 cibles et se classe à la 23e place, à quatre points au-dessous de son coéquipier Bret Erickson (en),.

### Médailles
En Coupe du monde de l'ISSF
- 1996 à Lima — trap (125 plateaux) : 145 points
- 1997 à Lonato — trap (125 plateaux) : 145 points
- 1997 à Nicosie — trap (125 plateaux) : 139 points
- 1998 à Brunei — trap (125 plateaux) : 146 points
- 1998 à Brunei — double-trap (150 plateaux) : 186 points
- 2001 à Americana — trap (125 plateaux) : 144 points
- 2001 à Séoul — trap (125 plateaux) : 144 points
- 2002 à Santo Domingo — trap (125 plateaux) : 146 points
- 2005 à Americana — trap (125 plateaux) : 144 points
- 2006 à Kerrville — trap (125 plateaux) : 142 points
- 2008 à Kerrville — trap (125 plateaux) : 143 points

En Championnat des Amériques
- 1997 à Buenos Aires — trap (125 plateaux) : 138 points

## Carrière militaire
Parallèlement à sa carrière de tireur, Grazioli est major de réserve à la Randolph Air Force Base de San Antonio, au Texas.